# Prnjavor Mali (Banja Luka)
Pour les articles homonymes, voir Prnjavor Mali et Prnjavor.
Prnjavor Mali (en serbe cyrillique : Прњавор Мали) est un village de Bosnie-Herzégovine. Il est situé sur le territoire de la ville de Banja Luka et dans la république serbe de Bosnie. Selon les premiers résultats du recensement bosnien de 2013, il compte 389 habitants.

## Démographie

### Évolution historique de la population dans la localité
| 1948 | 1953 | 1961 | 1971 | 1981 | 1991 | 2013 |
| ---- | ---- | ---- | ---- | ---- | ---- | ---- |
| -    | -    | 380  | 425  | 350  | 309  | 389  |

|  |